# أبولو بلفيدير

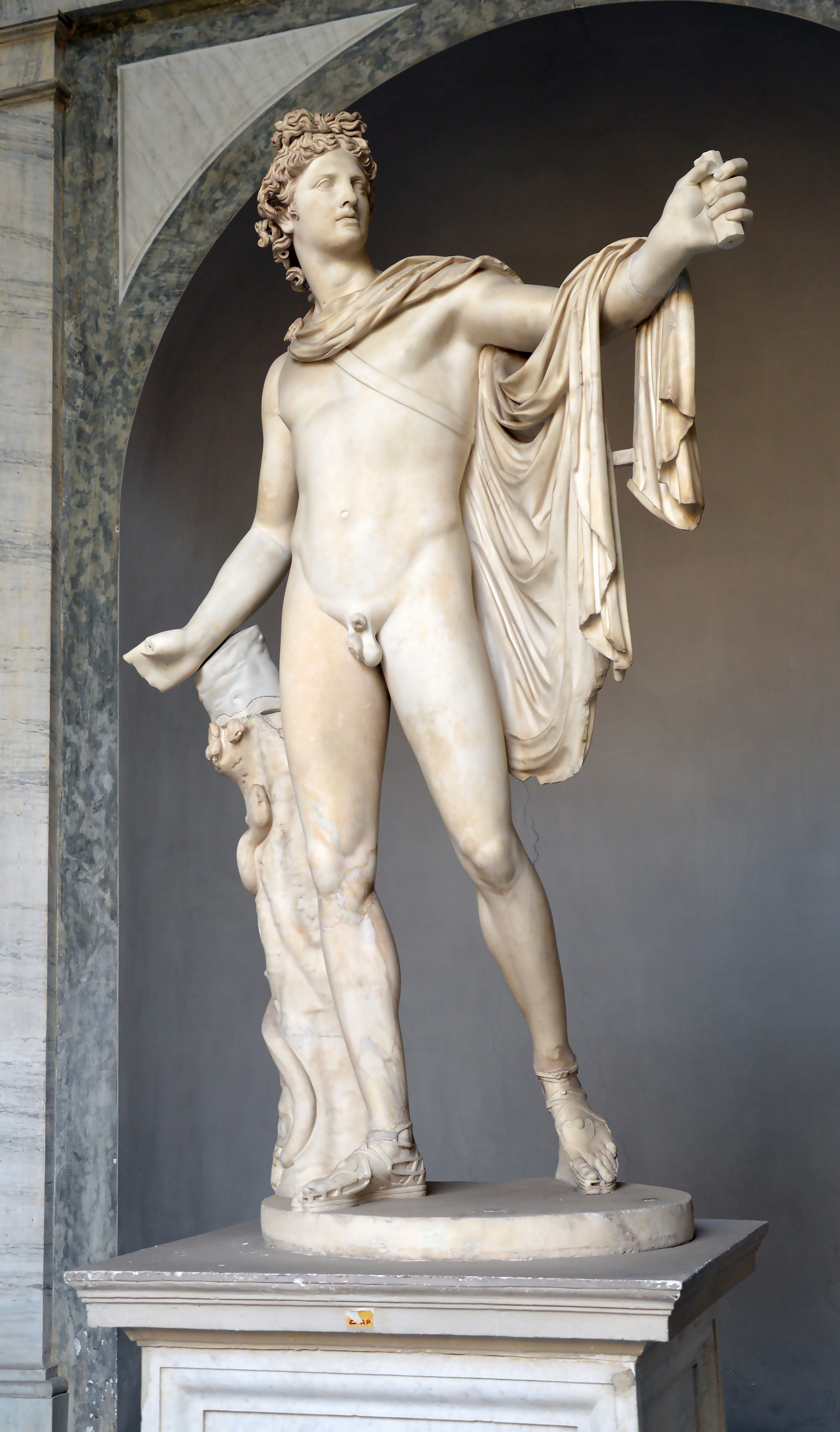
أبولو بلفيدير

أبولو بلفيدير تمثال رخامي مشهور من العصور الكلاسيكية القديمة.
يُظن أن أبولو هو إعادة تجسيد روماني عن هادريان (حوالي 120-140). أيضلا يعتقد ان الحذاء الروماني ذو الشكل المميز للتمثال سبب آخر لأعتقاد العلماء أنه ليس نسخة أصلية من تمثال يوناني حقيقي.  تم اكتشافه في إيطاليا أواخر القرن الخامس عشر خلال عصر النهضة الإيطالية وتم عرضه بشكل شبه عام في قصر الفاتيكان. يقع التمثال الآن في مجمع متاحف الفاتيكان .
اعتبرها النيوكلاسيكيون أفضل منحوتات قديمة من منتصف القرن الثامن عشر ، وقد مثلت المثل العليا للكمال الفني للأوروبيين والمناطق الغربية من العالم لعدة قرون.